# Саранці
Сара́нці (болг. Саранци) — село в Софійській області Болгарії. Входить до складу общини Горішня Малина.

## Населення
За даними перепису населення 2011 року у селі проживали 246 осіб.
Національний склад населення села:
| Національність   | Кількість осіб | Відсоток |
| ---------------- | -------------- | -------- |
| болгари          | 194            | 79,2%    |
| цигани           | 49             | 20,0%    |
| Всього відповіли | 245            |          |

Розподіл населення за віком у 2011 році:
Динаміка населення: